# 吉惠
吉惠，漢軍籍，清朝政治人物。
吉惠曾於道光年間接替黄梓春任龙岩州知州一职，由罗镛接任。